# Takutine
Takutine, jednio od plemena Nahane Indijanaca s rijeke Teslin i gornjeg toka rijeke Taku u Britanskoj Kolumbiji, Kanada. Njihovo lovno područje uključivalo je i bazen rijeke Big Salmon i na sjever do rijeke Pelly, te na istok do gornjeg Liarda.
Dall i Dawson smatraju ih dijelom Tahltana
.